# Göttner (Isen)
Göttner ist ein Gemeindeteil des Marktes Isen im oberbayerischen Landkreis Erding. 

## Lage
Die Einöde Göttner liegt am südlichen Ortsende von Isen 1,4 Kilometer südlich des Isener Marktplatzes in der Gemarkung Westach. Sie wurde nach der Volkszählung von 1987 zu einem der inzwischen 78 Gemeindeteile von Isen benannt.

## Denkmalschutz
Die mit der Jahreszahl 1820 bezeichnete Feldkapelle in Göttner ist ein Putzbau mit Satteldach, Traufband und kleiner Vorhalle, bezeichnet 1820. Sie steht unter Denkmalschutz und ist in der Liste der Baudenkmäler in Isen aufgeführt.